# Cryptasterias turqueti
Cryptasterias turqueti is een zeester uit de familie Asteriidae.
De wetenschappelijke naam van de soort werd in 1906 gepubliceerd door René Koehler.